# 呉中 (明)
呉 中（ご ちゅう、洪武6年（1373年）- 正統7年6月27日（1442年8月3日））は、明代の官僚・建築家。北京の宮殿や長陵・献陵・景陵の建造を指揮した。字は思正。本貫は高唐州武城県。

## 生涯
洪武末年、営州後屯衛経歴となった。建文元年（1399年）10月、燕王朱棣が大寧を奪取すると、呉中は朱棣を迎えて降った。永楽2年（1404年）9月、右都御史となった。永楽5年（1407年）1月、工部尚書に転じた。永楽帝（朱棣）の漠北遠征に従い、帰還に苦労した。永楽14年（1416年）8月、刑部尚書に転じた。永楽19年（1421年）、夏原吉・方賓らとともに漠北遠征の食糧輸送の不足を言上し、永楽帝の意に逆らった科で獄に繋がれた。
永楽22年（1424年）8月、洪熙帝が即位すると、呉中は出獄し、刑部尚書として再び起用された。10月、詹事を兼ねた。工部尚書に転じた。11月、太子少保の位を加えられた。宣徳元年（1426年）、宣徳帝に従って楽安州の漢王朱高煦の討伐に参加した。宣徳2年（1427年）3月、少保の位を加えられた。宣徳3年（1428年）、官の木石を使用して宦官の楊慶の邸宅を建造したことが罪に問われて、獄に下された。まもなく釈放されたが、少保の位を剥奪された。宣徳4年（1429年）4月、漕運の監督に出向した。宣徳5年（1430年）8月、吏部を兼ねた。宣徳10年（1435年）7月、少保の位を加えられた。
正統6年（1441年）、乾清宮・坤寧宮の2宮と奉天殿・華蓋殿・謹身殿の3殿の工事が完成すると、呉中は少師に進んだ。正統7年（1442年）4月、致仕した。6月丙辰、死去した。享年は70。茌平伯に追封された。諡は栄襄といった。